# Walki krów w kantonie Valais

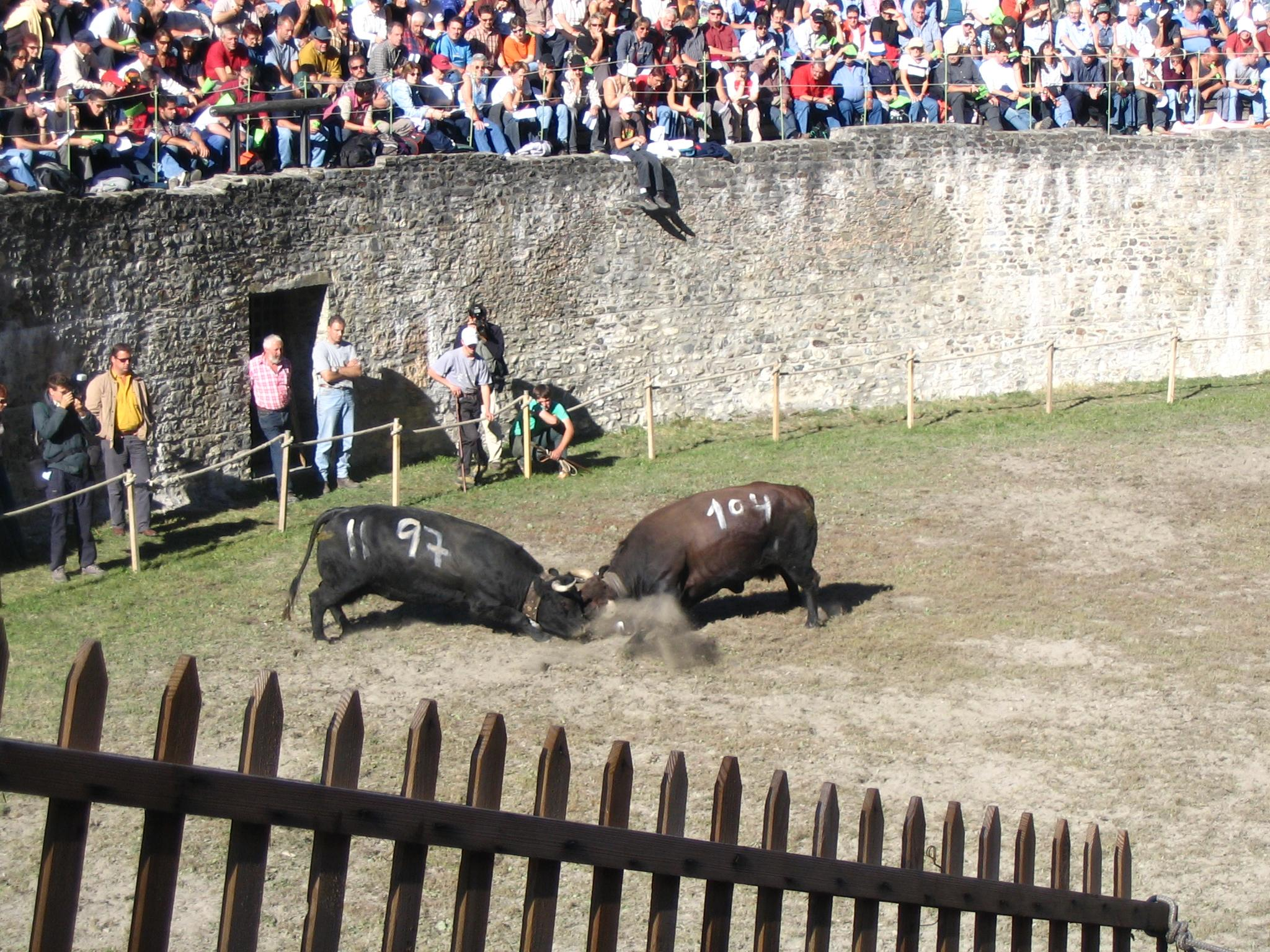
Walka krów w amfiteatrze w Martigny

Walki krów (fr. Combat de reines, niem. Kuhkampf) – tradycyjne, szwajcarskie zawody zwierzęce charakterystyczne dla kantonu Valais (Wallis). Odbywają się zwyczajowo w niedziele od końca marca do końca lata.
Celem organizacji walk jest wyłonienie najlepszych jednostek, które poprowadzą stada na letni wypas w Alpy. Do walki stają krowy rasy Hérens, cechujące się zadziornością i bojowością. Krowy szarżują na siebie, bodą rogami i starają się wypchnąć przeciwniczkę z zaznaczonego pola walki. Dawniej zawody służyły celom praktycznym, a obecnie nie mają już znaczenia pasterskiego, są natomiast intratnym biznesem – zwyciężczynie zawodów warte są kilkanaście tysięcy franków, a gospodarz oprócz przychodów zyskuje prestiż. Podczas hodowli bojowych krów wykorzystywana jest selekcja genetyczna oraz zamrażanie embrionów, karmi się zwierzęta pobudzającymi koncentratami owsa, a nawet poi określonymi gatunkami win. Imprezom towarzyszą biesiady i festyny, w tym degustacje wina. Rzadkie są przypadki kontuzji wśród zwierząt. Finał walk odbywa się w święto Wniebowstąpienia w Aproz, a ostatnia walka (październik) podczas odpustu w Martigny.